# Мишићево
Мишићево је насеље у Србији у граду Суботици у Севернобачком округу, које је настало између два светска рата на путу Сомбор-Суботица 6 км источно од Бајмока. Према попису из 2022. било је 266 становника.

## Историја
Село је настало 1925. године и добило је име по Живојину Мишићу, команданту српске војске на солунском фронту. Ратна страдања су погодила становништво овога села и њих су мађарске окупационе власти почетком Другог светског рата интернирале у концентрационе логоре. На њихово место насељени су Чанго Мађари из Буковине. Пред крај рата они су се повукли у западне делове Мађарске, преживели колонисти су се вратили, а уз њих и нови аграрни интересенти из даље и ближе околине. Седамдесетих година двадесетога века ово насеље добило је статус самосталог административног насеља. После рата у њему је живело 601 особа (1948).
Овде се налази Хумка Капоња.

## Демографија
Према попису из 2002. било је 446 становника (према попису из 1991. било је 509 становника).
У насељу Мишићево живи 359 пунолетних становника, а просечна старост становништва износи 42,0 година (39,8 код мушкараца и 44,1 код жена). У насељу има 161 домаћинство, а просечан број чланова по домаћинству је 2,77.
Становништво у овом насељу веома је нехомогено, а у последња три пописа, примећен је пад у броју становника.
|             | \| Демографија[2] \| Демографија[2] \| Демографија[2] \| \| Година \| Становника \| Становника \| \| -------------- \| -------------- \| -------------- \| \| 1948. \| 601 \| \| \| 1953. \| 582 \| \| \| 1961. \| 597 \| \| \| 1971. \| 554 \| \| \| 1981. \| 517 \| \| \| 1991. \| 509 \| 504 \| \| 2002. \| 446 \| 448 \| \| 2011. \| 377 \| \| |            |
| Демографија | |            |
| Година      | Становника | Становника |
| 1948.       | 601 |            |
| 1953.       | 582 |            |
| 1961.       | 597 |            |
| 1971.       | 554 |            |
| 1981.       | 517 |            |
| 1991.       | 509 | 504        |
| 2002.       | 446 | 448        |
| 2011.       | 377 |            |

| Етнички састав према попису из 2002.‍ | Етнички састав према попису из 2002.‍ | Етнички састав према попису из 2002.‍ | Етнички састав према попису из 2002.‍ | Етнички састав према попису из 2002.‍ |
| ------------------------------------ | ------------------------------------ | ------------------------------------ | ------------------------------------ | ------------------------------------ |
|                                      |                                      |                                      |                                      |                                      |
| Срби                                 | Срби                                 |                                      | 208                                  | 46,63%                               |
| Буњевци                              | Буњевци                              |                                      | 150                                  | 33,63%                               |
| Хрвати                               | Хрвати                               |                                      | 35                                   | 7,84%                                |
| Мађари                               | Мађари                               |                                      | 18                                   | 4,03%                                |
| Југословени                          | Југословени                          |                                      | 15                                   | 3,36%                                |
| Црногорци                            | Црногорци                            |                                      | 1                                    | 0,22%                                |
| Муслимани                            | Муслимани                            |                                      | 1                                    | 0,22%                                |
| непознато                            | непознато                            |                                      | 1                                    | 0,22%                                |

| Година пописа     | 1948. | 1953. | 1961. | 1971. | 1981. | 1991. | 2002. |
| ----------------- | ----- | ----- | ----- | ----- | ----- | ----- | ----- |
| Број домаћинстава | 155   | 156   | 170   | 163   | 159   | 192   | 161   |

| Број чланова      | 1  | 2  | 3  | 4  | 5  | 6 | 7 | 8 | 9 | 10 и више | Просек |
| ----------------- | -- | -- | -- | -- | -- | - | - | - | - | --------- | ------ |
| Број домаћинстава | 38 | 47 | 23 | 34 | 10 | 6 | 1 | 2 | 0 | 0         | 2,77   |

| Пол    | Укупно | Неожењен/Неудата | Ожењен/Удата | Удовац/Удовица | Разведен/Разведена | Непознато |
| ------ | ------ | ---------------- | ------------ | -------------- | ------------------ | --------- |
| Мушки  | 183    | 56               | 116          | 7              | 4                  | 0         |
| Женски | 194    | 26               | 118          | 41             | 9                  | 0         |
| УКУПНО | 377    | 82               | 234          | 48             | 13                 | 0         |

| Пол    | Укупно                    | Пољопривреда, лов и шумарство | Рибарство                            | Вађење руде и камена | Прерађивачка индустрија       |
| ------ | ------------------------- | ----------------------------- | ------------------------------------ | -------------------- | ----------------------------- |
| Мушки  | 98                        | 47                            | 0                                    | 0                    | 25                            |
| Женски | 69                        | 27                            | 0                                    | 0                    | 23                            |
| УКУПНО | 167                       | 74                            | 0                                    | 0                    | 48                            |
| Пол    | Производња и снабдевање   | Грађевинарство                | Трговина                             | Хотели и ресторани   | Саобраћај, складиштење и везе |
| Мушки  | 1                         | 3                             | 7                                    | 0                    | 4                             |
| Женски | 0                         | 0                             | 8                                    | 1                    | 2                             |
| УКУПНО | 1                         | 3                             | 15                                   | 1                    | 6                             |
| Пол    | Финансијско посредовање   | Некретнине                    | Државна управа и одбрана             | Образовање           | Здравствени и социјални рад   |
| Мушки  | 0                         | 1                             | 3                                    | 4                    | 1                             |
| Женски | 0                         | 0                             | 1                                    | 4                    | 3                             |
| УКУПНО | 0                         | 1                             | 4                                    | 8                    | 4                             |
| Пол    | Остале услужне активности | Приватна домаћинства          | Екстериторијалне организације и тела | Непознато            | Непознато                     |
| Мушки  | 2                         | 0                             | 0                                    | 0                    | 0                             |
| Женски | 0                         | 0                             | 0                                    | 0                    | 0                             |
| УКУПНО | 2                         | 0                             | 0                                    | 0                    | 0                             |